# Партия демократического обновления (Ангола)
Партия демократического обновления (порт. Partido Renovador Democrático) — ангольская левая политическая партия, создана бывшими активистами движения Nitistas во главе с Луишем душ Пасушем. По результатам выборов 1992 имела одного депутата в парламенте. Находилась в левоцентристской оппозиции правящей МПЛА. Широким влиянием в стране не обладала. После неудачи на выборах 2008 прекратила активность.

## Партия бывших Nitistas
27 мая 1977 радикальные активисты МПЛА — сторонники Ниту Алвиша, Nitistas — подняли в Луанде Мятеж «фракционеров». Они выступали с ортодоксально-коммунистических и просоветских, но при этом популистских позиций. Выступление было жестоко подавлено властями НРА при решающей поддержке кубинских войск. В ходе массовых репрессий погибли десятки тысяч людей, в том числе почти все лидеры Nitistas. Лишь немногим участникам мятежа удалось скрыться. Среди них был офицер правительственной армии ФАПЛА Луиш душ Пасуш. Почти тринадцать лет он скрывался в деревнях и лесах.
В начале 1990-х руководство МПЛА во главе с президентом Жозе Эдуарду душ Сантушем объявило масштабные реформы. Правящая партия отказалась от марксистско-ленинской идеологии, согласилась на многопартийную систему. На 1992 назначались парламентские выборы с участием повстанческого движения УНИТА. Началось формирование новых политических партий. Луиш душ Пасуш легализовался и 16 декабря 1990 инициировал создание Партии демократического обновления (PRD). Первоначально PRD расценивалась как наиболее организованная из новых партий. В сентябре 1991 она первая получила официальную регистрацию.
Учредительное собрание проходило на медицинском факультете Университета Агостиньо Нето. Первым президентом (председателем) PRD был избран душ Пасуш. Через несколько месяцев его сменил ветеран национально-освободительного движения Жуакин Пинту де Андраде. Но уже на первом съезде партии в апреле 1992 Пинту де Андраде оставил руководство, к лидерству вернулся душ Пасуш.

## Идеи и результаты
Первоначально проект PRD вызвал заметный отклик в стране. Партию готовы были поддержать довольно многочисленные в своё время сторонники «нитизма», выжившие жертвы репрессий и их родственники. Предполагалось даже, что PRD станет третьей партией страны — наряду с МПЛА и УНИТА. При этом идеология бывших Nitistas значительно эволюционировала за полтора десятилетия. PRD выступала с позиций не ортодоксального марксизма-ленинизма, а скорее демократического социализма. Партия призывала к демократии и социальной справедливости, жёстко критиковала МПЛА за преступления и эксцессы авторитарного правления, номенклатурные привилегии и коррупцию. 
Политическая реабилитация Ниту Алвиша «подразумевалась по умолчанию», но не акцентировалась (режим МПЛА не допустил бы этого, тем более в тот период). Из-за такой «умеренности» последовательные носители традиции Nitistas не вступили в PRD и впоследствии создали «Фонд 27 мая».
В преддверии первых многопартийных выборов душ Пасуш, со свойственной Nitistas оптимистичной самоуверенностью, предсказывал 20 % голосов за PRD. В случае проведения второго тура он намеревался поддержать УНИТА. Однако переговоры с Жонашем Савимби проходили трудно и конкретных результатов не дали — лидер УНИТА и его соратники не могли простить прежнего членства в МПЛА.
Выборы 1992 принесли PRD немногим более 35 тысяч голосов, что составило 0,89 % (шестое место из восемнадцати партий). Выше был результат душ Пасуша как кандидата в президенты — более 58 тысяч голосов, 1,47 % (шестое место из одиннадцати кандидатов). Депутатом парламента от PRD стал известный писатель и поэт Руй Аугушту Рибейру да Кошта, не проявлявший, однако политической активности. Низкий результат объяснялся резкой поляризацией ангольской политики, консолидацией противостоящих лагерей в МПЛА и УНИТА — что сразу после выборов выразилась в Хэлоуинской резне.

## Сворачивание деятельности
Скромные электоральные результаты на фоне завышенных ожиданий подорвали позиции PRD. Произошёл отток членов и сторонников. Партийные радикалы возлагали вину на душ Пасуша и его якобы «чрезмерную лояльность» МПЛА. Душ Пасуш встречался с президентом душ Сантушем, обсуждал с ним ситуацию в стране, пытался достичь соглашения. В октябре 1998 он высказался в том плане, что международное сообщество должно применить меры принуждения к Савимби, если лидер УНИТА «будет игнорировать Лусакский протокол».
Луиш душ Пасуш отвергает претензии оппонентов. Он напоминает радикально-оппозиционные выступления PRD 2000-х — например, оценку конституционных новаций как «институционального переворота». Угасание партии лидер объясняет бюрократическим давлением МПЛА (особо выделяет при этом роль Дину Матроса и Борниту ди Созы), а также непониманием положения другими оппозиционными силами.
На парламентских выборах 2008 за PRD голосовали немногим более 14 тысяч избирателей — 0,22 %. Партия потеряла парламентское представительство и практически свернула деятельность. Бывшие Nitistas остаются фактором ангольской политической жизни, но без партийного формирования.